# Czerwiec 2013

## 30 czerwca
- Puchar Konfederacji w piłce nożnej zdobyła Brazylia, pokonując w finale Hiszpanię 3:0 (2:0).[1]

## 26 czerwca
- Wybory prezydenckie w Mongolii wygrał już w pierwszej turze dotychczasowy prezydent Cachiagijn Elbegdordż, zdobywając 50,23% głosów i pokonując Badmaanjambuugijna Bat-Erdena oraz Nacagijn Udwal. (money.pl, archive.is)

## 25 czerwca
- Sukcesem zakończyła się piąta chińska misja załogowa, Shenzhou 10. Troje kosmonautów spędziło na orbicie okołoziemskiej 15 dni, przeprowadzając szereg ćwiczeń (w tym cumowanie do modułu Tiangong 1 i eksperymentów. (Wyborcza.pl, Archive.is)
- Prezydent Czech Miloš Zeman powierzył Jirziemu Rusnokowi, swojemu doradcy gospodarczemu i byłemu ministrowi, misję sformowania technicznego rządu ekspertów po nagłym upadku rządu Petra Nečasa. (rp.pl)
- Premier Grecji Andonis Samaras dokonał rekonstrukcji rządu, oddając więcej ministerstw Panhelleńskiemu Ruchowi Socjalistycznemu (PASOK), którego przywódca Ewangelos Wenizelos został wicepremierem i ministrem spraw zagranicznych. Dotychczasowy szef MSZ Dimitris Awramopulos został ministrem obrony. (rp.pl).

## 24 czerwca
- Były premier Włoch i czynny senator Silvio Berlusconi został skazany na siedem lat więzienia i dożywotni zakaz pełnienia funkcji publicznych za nadużycie władzy oraz korzystanie z usług niepełnoletniej prostytutki. Wyrok nie był prawomocny. (Wyborcza.pl, Archive.is)
- Rozpoczął się 127. turniej na kortach Wimbledonu, trzecie w roku zawody tenisowego Wielkiego Szlema. Już pierwszego dnia odpadli m.in. Rafael Nadal (rozstawiony z nr 5), Sara Errani (5) i Stanislas Wawrinka (11). (Polska Times)

## 23 czerwca
- Mahmud Abbas, prezydent Autonomii Palestyńskiej, przyjął rezygnację jej premiera Ramiego Hamd Allaha. Hamd Allah podał się do dymisji 20 czerwca, zaledwie dwa tygodnie od zaprzysiężenia. (BBC)

## 21 czerwca
- Na Listę Światowego Dziedzictwa Kulturowego i Przyrodniczego Ludzkości UNESCO została wpisana grupa 16 drewnianych cerkwi regionu karpackiego w Polsce i na Ukrainie.[2]

## 20 czerwca
- Protesty w Brazylii: ponad milion osób wyszło na ulice co najmniej 80 brazylijskich miast, w tym Rio de Janeiro, São Paulo i Brasílii, mimo odwołanych podwyżek cen komunikacji miejskiej. Postulaty demonstrantów poszerzyły się i dotyczyły też wysokich podatków, inflacji, korupcji i niskiego poziomu usług publicznych. Doszło do starć z policją. (wp.pl, Reuters)
- Mistrzem rozgrywek 2012/2013 ligi koszykarskiej NBA zostało ponownie Miami Heat, pokonując w finale rozgrywek playoff San Antonio Spurs stosunkiem meczów 4:3. Nagrodę dla najbardziej wartościowego gracza finałów (MVP) również ponownie otrzymał LeBron James. (Wyborcza.pl, Archive.is)

## 19 czerwca
- Austriacki koncern budowlany Alpine Bau złożył wniosek o upadłość. Zadłużenie firmy wynosiło prawie 2,6 mld euro, przy majątku szacowanym na jedynie 661 mln euro. Tylko za 2012 rok Alpine Bau ogłosiło prawie 460 mln euro straty operacyjnej. Handel notowanymi na wiedeńskiej giełdzie akcjami spółki został zawieszony. (Wyborcza.biz, Archive.is)

## 17 czerwca
- Premier Czech Petr Nečas podał się do dymisji. BBC News
- Około 200 tysięcy osób wyszło na ulicę biorąc udział w protestach w Brazylii. (Wyborcza.pl, Archive.is)
- Michael Applebaum, mer Montrealu, został zatrzymany pod zarzutami korupcyjnymi i współpracy z włoską mafią. (TVN24)

## 15 czerwca
- Automatyczny Statek Transportowy ATV-4 Albert Einstein Europejskiej Agencji Kosmicznej o 14:07 GMT (16:07 czasu środkowoeuropejskiego) zacumował do Międzynarodowej Stacji Kosmicznej. Dokowaniem sterowały komputery pojazdu, jednak pod nadzorem kontroli ziemskiej. (ESA)

## 14 czerwca
- Hasan Rouhani zwyciężył w I turze wyborów prezydenckich w Iranie, zdobywając 50,71% głosów.[3][4]
- Airbus A350 udanie wykonał swój dziewiczy lot testowy z lotniska Tuluza-Blagnac.[5]

## 13 czerwca
- Sąd Najwyższy USA orzekł jednomyślnie, że naturalnie występujące sekwencje DNA nie mogą być patentowane, zamkając sprawę ACLU – Myriad Genetics. Orzeczenie unieważnia szereg patentów, jednakże nie rozstrzygając możliwości patentowania niewystępujących w przyrodzie sekwencji cDNA. (Ars Technica, Wyborcza.pl)

## 11 czerwca
- Turecka policja wtargnęła nad ranem na stambulski plac Taksim, by przy pomocy gazu i armatek wodnych i po długich walkach rozpędzić okupujących plac protestujących.[6]
- Z sukcesem wystartował chiński załogowy statek kosmiczny Shenzhou 10. Celem było zacumowanie do modułu orbitalnego Tiangong 1 i ćwiczenia, m.in. spacer kosmiczny oraz cumowanie i odcumowywanie. (Kosmonauta.net)

## 9 czerwca
- Hiszpan Rafael Nadal zdobył swoje ósme mistrzostwo French Open (korty Roland Garros) w grze pojedynczej mężczyzn, pokonując rodaka Davida Ferrera (6:3, 6:2, 6:3). W finale debla kobiet rosyjska para Jekatierina Makarowa/Jelena Wiesnina pokonała broniące tytułu Włoszki Sarę Errani i Robertę Vinci (7:5, 6:2).

## 8 czerwca
- Amerykanka Serena Williams zdobyła mistrzostwo w singlu kobiet French Open 2013 pokonując w finale Rosjankę Mariję Szarapową 6:4, 6:4. W finale debla mężczyzn amerykańscy bracia Bob i Mike Bryanowie zwyciężyli w grze z francuską parą Michaël Llodra/Nicolas Mahut 6:4, 4:6, 7:6.
- Szwedzka księżniczka Magdalena poślubiła w Zamku Królewskim w Sztokholmie nowojorskiego finansistę Christophera O'Neilla. rp.pl wp.pl

## 7 czerwca
- W wieku 84 lat zmarł francuski polityk Pierre Mauroy, były przewodniczący Międzynarodówki Socjalistycznej, trzykrotny premier Francji (w latach 1981–1984). (www.evene.fr)

## 6 czerwca
- Rosyjski prezydent Władimir Putin i jego małżonka Ludmiła poinformowali o swoim rozwodzie.

## 5 czerwca
- Wystartowała rakieta Ariane 5 z Automatycznym Statkiem Transportowym (ATV-4) Albert Einstein. Bezzałogowy pojazd Europejskiej Agencji Kosmicznej miał dotrzeć z zaopatrzeniem dla Międzynarodowej Stacji Kosmicznej po dziesięciu dniach. (kosmonauta.net)

## 4 czerwca
- W wieku 82 lat zmarł lektor filmowy i telewizyjny Lucjan Szołajski, w trakcie swej kariery zawodowej przeczytał listy dialogowe do ponad 20 tysięcy filmów. (Gazeta.pl)